# Шпангоут

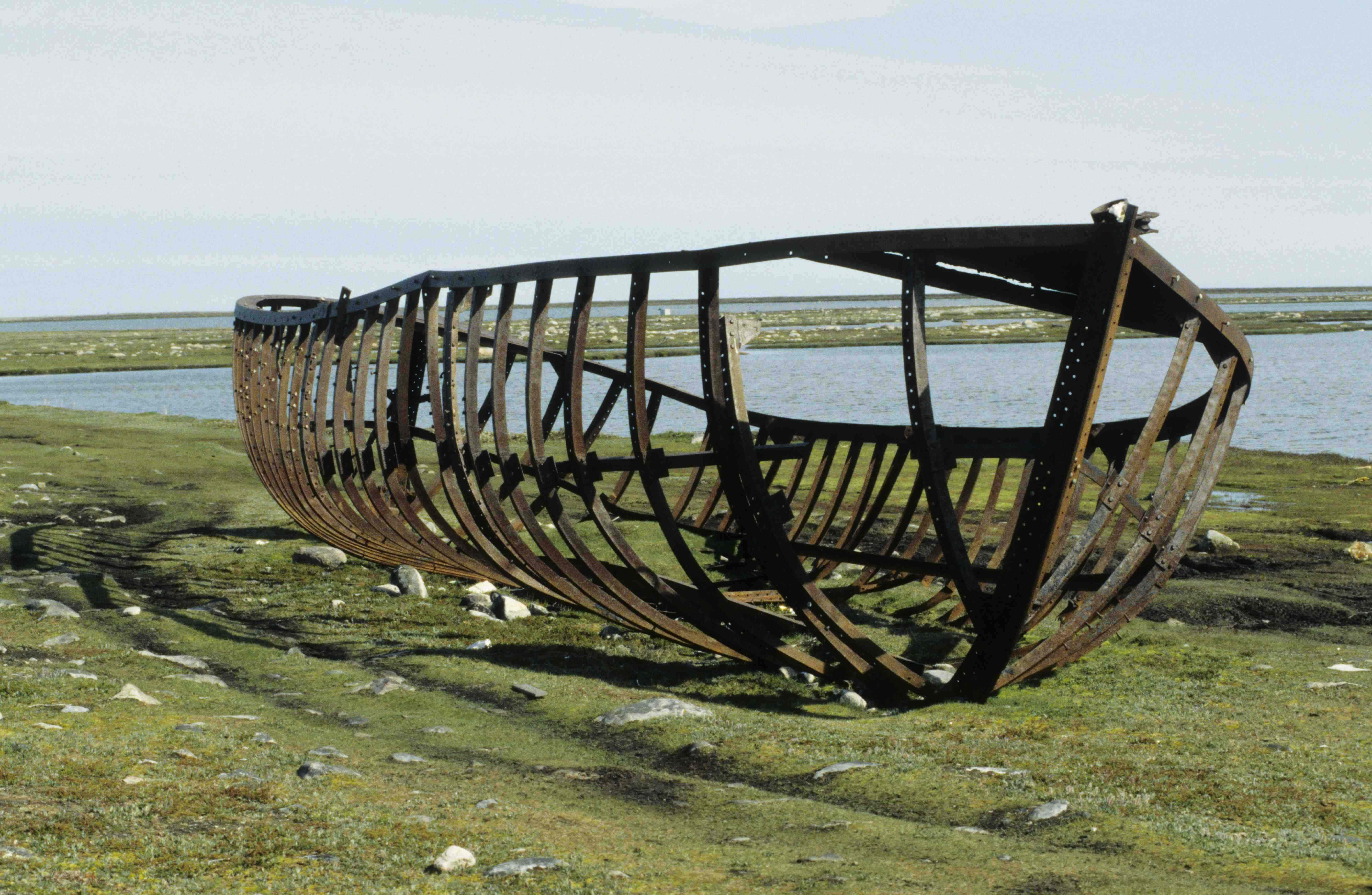
Набір човна без обшивки

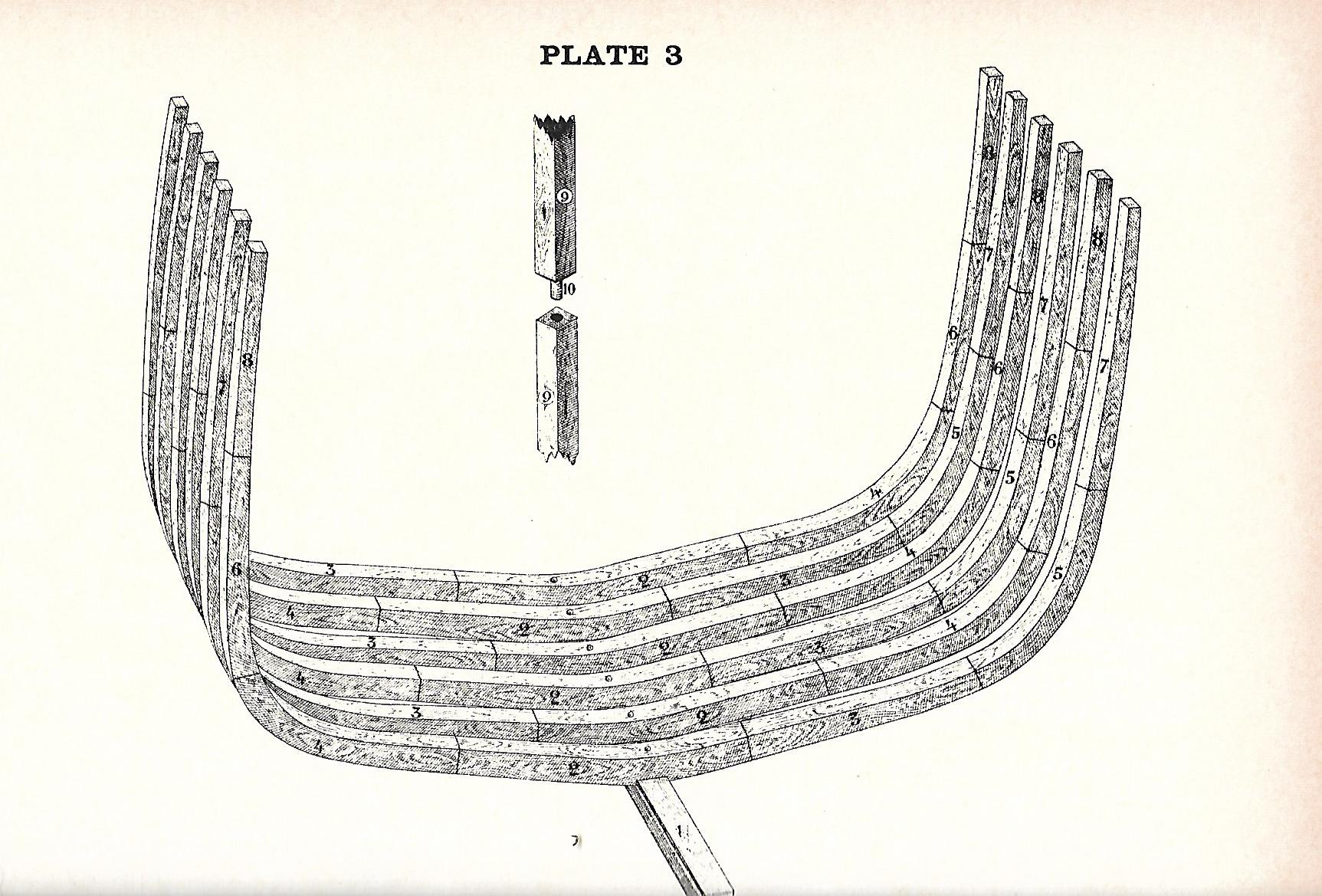
1 — кіль, 2 — флортимберси, 3 — 1-ші футокси, 4 — 2-гі футокси, 5 — 3-ті футокси, 6 — 4-ті футокси, 7 — 5-ті футокси, 8 — топтимберси. Показано з'єднання штук дерева (9) шипом (10)

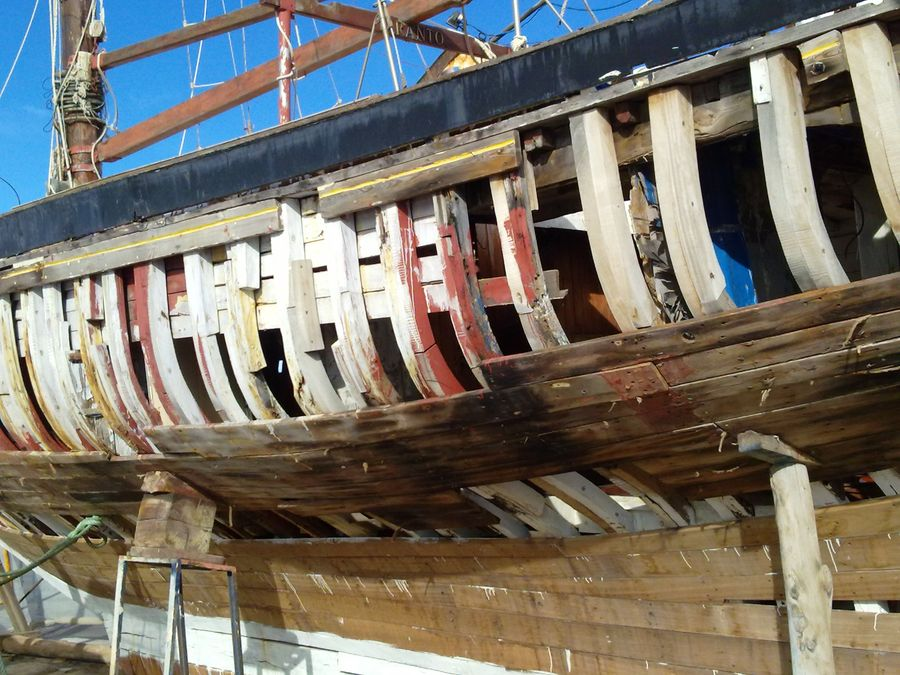
Шпангоути й обшивка

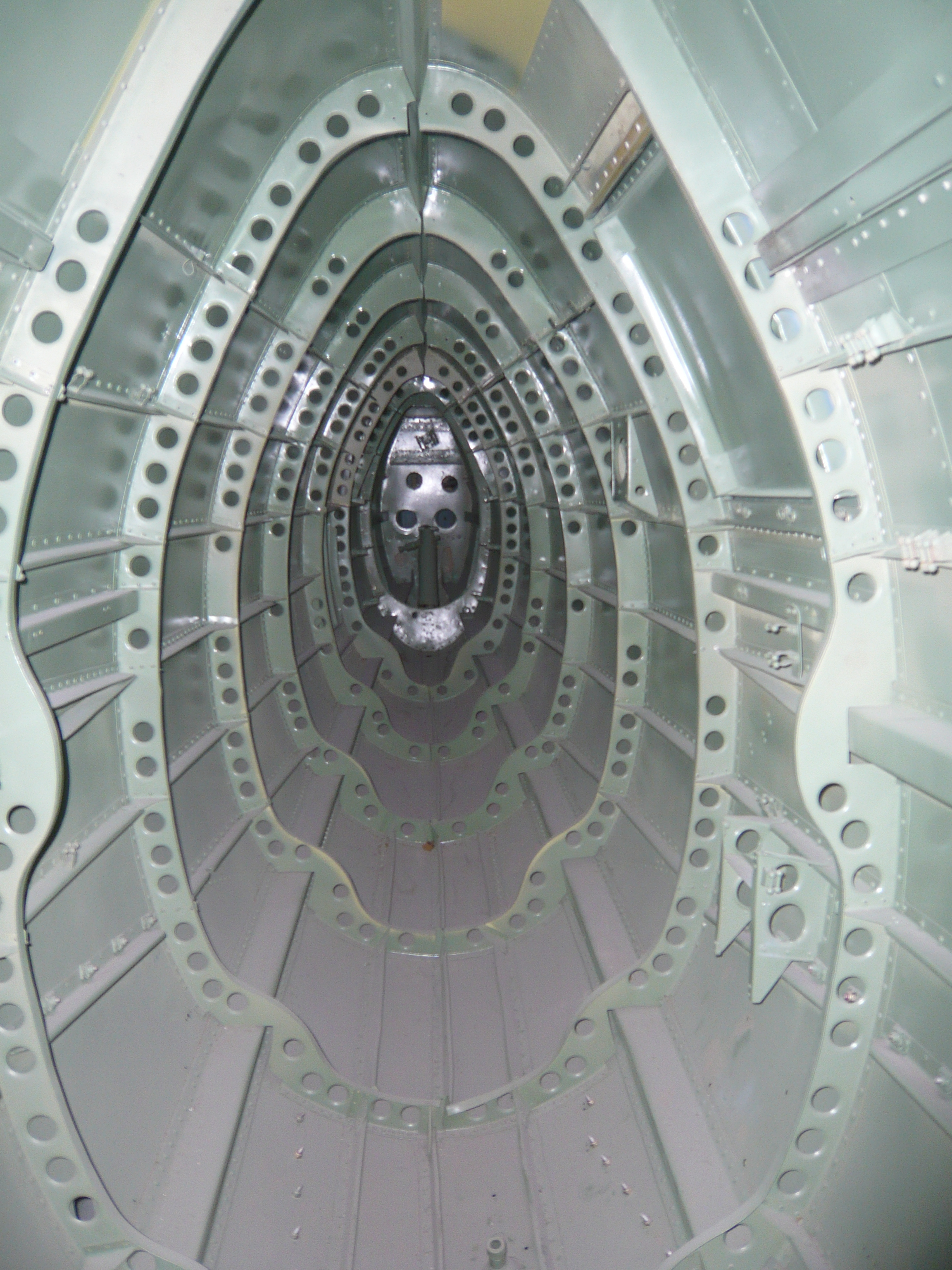
Рамні шпангоути фюзеляжу

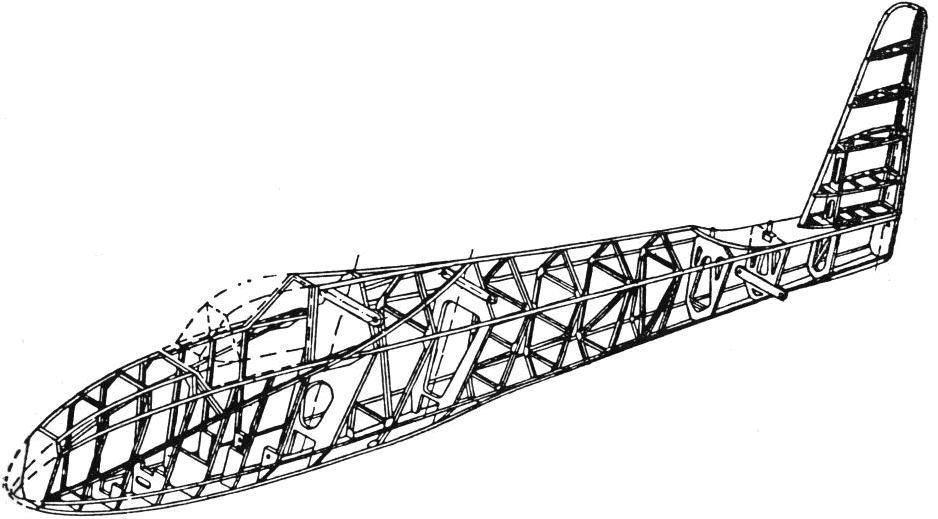
Шпангоути планера

Шпанго́ут (нід. spanthout, від spant — «ребро» і hout — «дерево») — дерев'яний або металевий поперечний елемент силового набору корпусу корабля або літального апарата, що забезпечує жорсткість обшивки і зберігає її форму. У суднобудуванні це також елемент теоретичного кресленика — переріз корпусу судна площиною, паралельною до площини мідель-шпангоута.

## Шпангоут судна
Шпангоути є складовими поперечного набору корпусу судна. Кожен шпангоут складається з двох гілок — ти́мберсів (від англ. timbers — «балки, дерева»). Верхня частина тимберса називається топтимберсом, нижня — флортимберсом. Найвища частина топтимберса також називається стійкою фальшборту (англ. rail stanchion). Топтимберси з'єднуються між собою бімсами (на дерев'яних суднах — за допомогою книць), флортимберси кріпляться до кіля і зв'язуються між собою поздовжньою пов'яззю — кільсоном. На великих дерев'яних кораблях шпангоути складають з окремих колод — футоксів (англ. futtocks). Відстань між шпангоутами називається шпація.
На дерев'яних суднах поверх шпангоутів зсередини (або поверх внутрішньої обшивки) можуть накладатися ридерси (від англ. riders) — діагональні перехресні залізні смуги, що йдуть від кільсона до нижньої палуби і служать для посилення міцності корпусу.
Поперек шпангоутів на дерев'яних суднах (з одинарним дном) проходять лімбербордові канали, по яких трюмні води стікають у лляло ближче до міделя. Для протікання води через шпангоути в їх флортимберсах роблять пропили — лімберголи (англ. limber holes).
Шпангоути, що підтримували решітку гальюна, називалися тимберс-індигедами (англ. timbers in the head — «балки в гальюні») або гед-тимберсами (від head timbers — «гальюнні балки»). Вони кріпилися на княвдигеді, подібно тому, як шпангоути корпусу кріпляться до кіля. Нижніми кінцями вони спиралися на верхні чикси княвдигеда, кінці гілок з'єднувалися бімсами, на яких лежала гальюнна решітка.
У металевому поздовжньому наборі шпангоути і бімси виконуються як одне ціле — у вигляді рами, тому їх називають рамними шпангоутами. До них кріпляться стрингери і поздовжні бімси палуб.

## Шпангоут літака
На літальних апаратах шпангоут — основний поперечний елемент силового набору фюзеляжу. Він забезпечує форму і жорсткість перерізу і передає місцеві зосереджені навантаження на обшивку або інші силові елементи. Зазвичай встановлюється перпендикулярно до осі агрегату літального апарата або під кутом дії зосередженого навантаження і, як правило, має форму, відповідну формі обшивки.

### Класифікація
Шпангоути діляться на дві основні групи: типові (нормальні) і силові (посилені). Крім того, використовують стикові шпангоути: здвоєні шпангоути в роз'ємах агрегатів. Шпангоути, що встановлюються лише на частині довжини контуру оболонки, називаються півшпангоутами.
Типові шпангоути
Типові шпангоути служать лише для забезпечення форми фюзеляжу. Виконуються у вигляді гнутого з металевого листа обода, форма якого відповідає контуру обшивки. Поділяються на підкріплювальні (обшивка кріпиться тільки до стрингера), розподільні (обшивка кріпиться до шпангоута і стрингера).
Силові шпангоути
Силові шпангоути служать для передачі зосереджених навантажень. Поділяються на стінкові (суцільні), формені, рамні, у вигляді підковоподібних балок тощо. Встановлюються по краях вирізів в обшивці (під двері, люки тощо), в місцях кріплення крила, шасі, силової установки, оперення, по торцях вантажовідсіків.

## Галерея

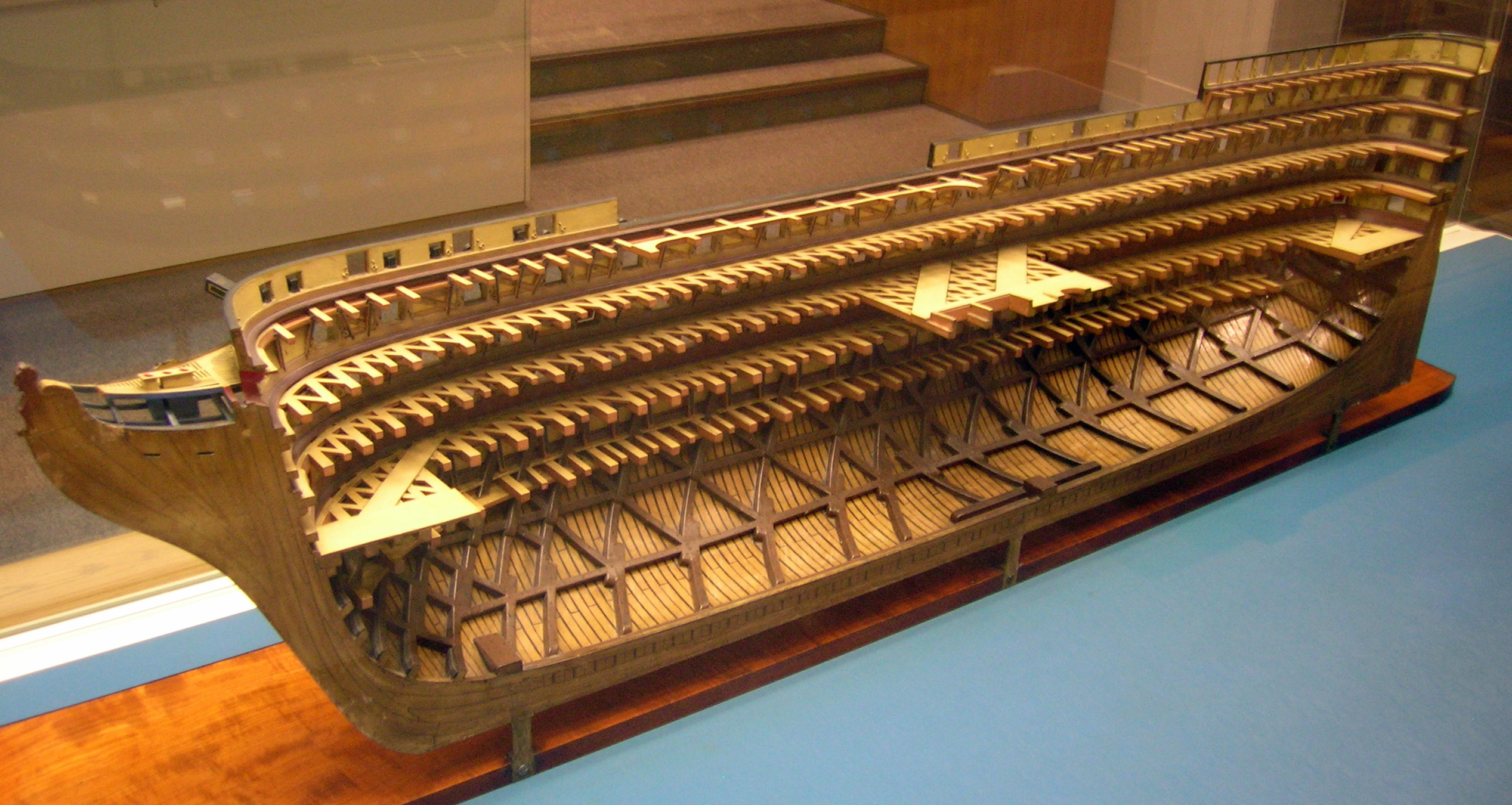
Косі шпангоути між кільсоном і бімсами нижньої палуби на моделі лінійного 120-гарматного корабля «Каледонія»
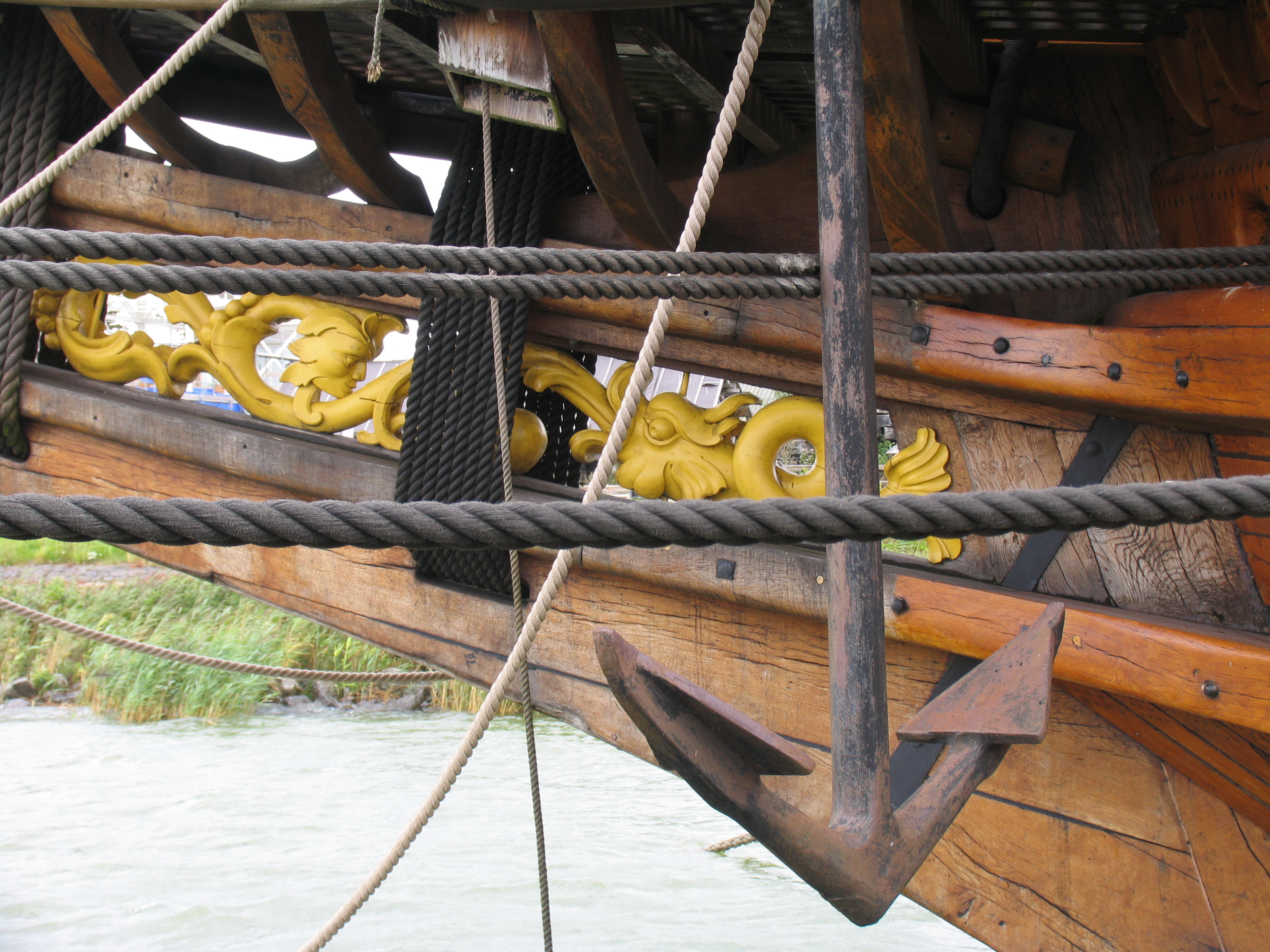
Тимберс-індигеди на верхній чиксі галеона «Батавія»